# Jean-Claude Naude
Jean-Claude Naude (* 7. März 1933 in Amiens; † 9. Januar 2008 in Saint-Hilaire (Essonne)) war ein französischer Jazztrompeter und Komponist der Unterhaltungsmusik.

## Leben und Wirken
Naude lernte klassische Trompete am Konservatorium seiner Geburtsstadt. Bereits während des Militärdiensts trat er 1952 mit Georges Arvanitas in Pariser Jazzclubs wie dem Tabou auf; erste Aufnahmen im Bereich des Hot Jazz entstanden 1954. Nach einer Italientournee schloss er sich der Band von Maxim Saury an, bei dem er bis 1965 blieb. Daneben spielte er mit Memphis Slim, mit Guy Lafitte und mit Albert Nicholas, musste jedoch weiter in den Show-Orchestern der Pariser Nachtclubs sein Haupteinkommen verdienen. 1965 gründete er sein bis 1970 bestehendes Grand Orchestre de Jazz, mit dem er zahlreichen Konzerte im Stil des Count Basie Orchestra gab und 1967 auf dem Festival von Antibes auftrat. 1968 wirkte er mit Roger Guérin, Sonny Grey und Ivan Jullien in einem Trumpet Workshop für die ORTF mit; 1972 nahm er mit Benny Waters auf; Mitte der 1970er Jahre wurde er von Claude Bolling und Bob Quibel beschäftigt. 1980 war er auf Deutschlandtournee.
Seit den 1970er Jahren war er hauptsächlich für das öffentliche und dann das private Fernsehen tätig, für das er Shows musikalisch untermalte, aber auch für Sendungen wie TV Music-Hall und später für Dimanche Matin verantwortlich war; daneben schrieb er Arrangements, Filmmusik (teilweise gemeinsam mit Alain Le Meur), Chansons  und Kompositionen in anderen Genres.

## Diskographische Hinweise
- Standards de Chicago (1960–61)
- Enfin (1967)
- A New Kind of Band (1975)
- New Orleans For Ever (1975)
- Percussion System (1975)

## Lexigraphische Einträge
- Michel Laplace in: New Grove Dictionary of Jazz MacMillan 2001